# Villers-sous-Châtillon
Pour les articles homonymes, voir Villers.
Villers-sous-Châtillon est une ancienne commune française, située dans le département de la Marne en région Grand Est.
Le 1er janvier 2023, elle devient commune déléguée de Cœur-de-la-Vallée.

## Géographie

### Communes limitrophes
| Baslieux-sous-Châtillon, Châtillon-sur-Marne | Cuchery                | Belval-sous-Châtillon |
| Binson-et-Orquigny                           | Villers-sous-Châtillon | Venteuil              |
| Binson-et-Orquigny                           | Reuil                  | Reuil                 |

## Urbanisme

### Typologie
Villers-sous-Châtillon est une commune rurale, car elle fait partie des communes peu ou très peu denses, au sens de la grille communale de densité de l'Insee,,,. 
La commune est en outre hors attraction des villes,.

### Occupation des sols
L'occupation des sols de la commune, telle qu'elle ressort de la base de données européenne d’occupation biophysique des sols Corine Land Cover (CLC), est marquée par l'importance des forêts et milieux semi-naturels (73,9 % en 2018), une proportion identique à celle de 1990 (73,9 %). La répartition détaillée en 2018 est la suivante : 
forêts (73,9 %), terres arables (8 %), zones agricoles hétérogènes (7 %), zones urbanisées (6 %), cultures permanentes (5,1 %). L'évolution de l’occupation des sols de la commune et de ses infrastructures peut être observée sur les différentes représentations cartographiques du territoire : la carte de Cassini (XVIIIe siècle), la carte d'état-major (1820-1866) et les cartes ou photos aériennes de l'IGN pour la période actuelle (1950 à aujourd'hui).

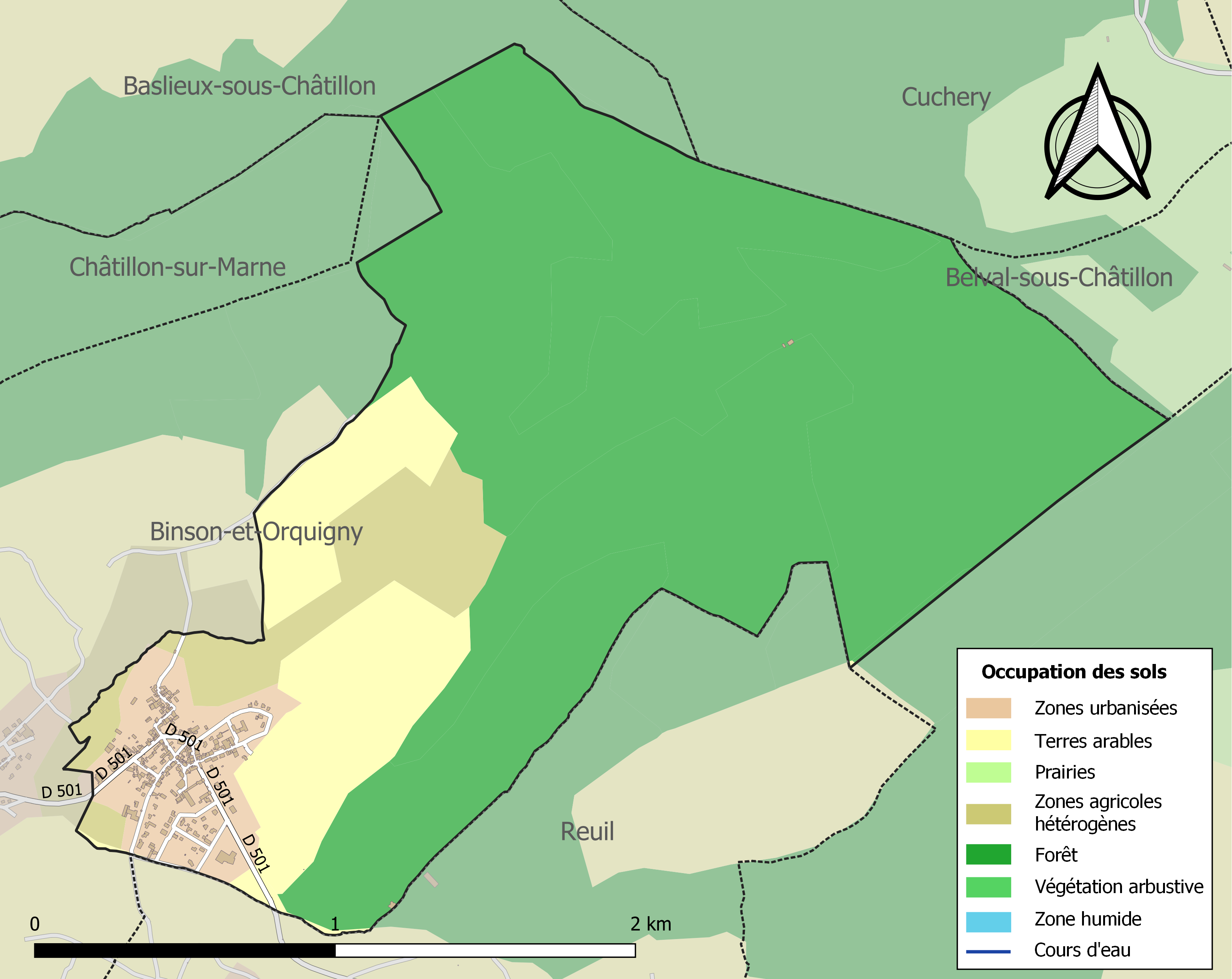
Carte des infrastructures et de l'occupation des sols de la commune en 2018 (CLC).

## Histoire
À la suite de l'arrêté préfectoral du 28 septembre 2022 portant création de la commune nouvelle de Cœur-de-la-Vallée, Villers-sous-Châtillon devient une commune déléguée au 1er janvier 2023.

## Politique et administration
Par décret du 29 mars 2017, la commune est détachée le 31 mars 2017 de l'arrondissement de Reims pour intégrer l'arrondissement d'Épernay.

### Intercommunalité
La commune a rejoint le 31 décembre 2012  la  Communauté de communes des Deux Vallées (Marne) (CC2V).
Elle était jusqu'alors membre de la communauté de communes du Châtillonnais (destinée à fusionner avec la communauté de communes Ardre et Tardenois dans le cadre de la réforme des collectivités territoriales afin de former la communauté de communes Ardre et Châtillonnais),.

### Liste des maires
| Période                                  | Période                      | Identité       | Étiquette | Qualité                        |
| ---------------------------------------- | ---------------------------- | -------------- | --------- | ------------------------------ |
|                                          | 1875                         | Meunier        |           |                                |
| 1875                                     |                              | Marseille      |           |                                |
| Les données manquantes sont à compléter. |                              |                |           |                                |
| 1983                                     | 2008                         | Claude Allait  | UMP       |                                |
| 2008                                     | En cours (au 4 juillet 2014) | David Coutelas |           | Réélu pour le mandat 2014-2020 |

## Démographie
L'évolution du nombre d'habitants est connue à travers les recensements de la population effectués dans la commune depuis 1793. Pour les communes de moins de 10 000 habitants, une enquête de recensement portant sur toute la population est réalisée tous les cinq ans, les populations de référence des années intermédiaires étant quant à elles estimées par interpolation ou extrapolation. Pour la commune, le premier recensement exhaustif entrant dans le cadre du nouveau dispositif a été réalisé en 2005.

En 2020, la commune comptait 210 habitants, en évolution de −4,55 % par rapport à 2014 (Marne : −1,19 %, France hors Mayotte : +2,11 %).
| 1793 | 1800 | 1806 | 1821 | 1831 | 1836 | 1841 | 1846 | 1851 |
| ---- | ---- | ---- | ---- | ---- | ---- | ---- | ---- | ---- |
| 279  | 277  | 279  | 292  | 309  | 315  | 318  | 352  | 321  |

| 1856 | 1861 | 1866 | 1872 | 1876 | 1881 | 1886 | 1891 | 1896 |
| ---- | ---- | ---- | ---- | ---- | ---- | ---- | ---- | ---- |
| 336  | 333  | 331  | 319  | 324  | 324  | 310  | 340  | 312  |

| 1901 | 1906 | 1911 | 1921 | 1926 | 1931 | 1936 | 1946 | 1954 |
| ---- | ---- | ---- | ---- | ---- | ---- | ---- | ---- | ---- |
| 341  | 345  | 292  | 198  | 222  | 224  | 204  | 215  | 192  |

| 1962 | 1968 | 1975 | 1982 | 1990 | 1999 | 2005 | 2006 | 2010 |
| ---- | ---- | ---- | ---- | ---- | ---- | ---- | ---- | ---- |
| 184  | 199  | 171  | 190  | 181  | 183  | 183  | 189  | 225  |

| 2015 | 2020 | - | - | - | - | - | - | - |
| ---- | ---- | - | - | - | - | - | - | - |
| 215  | 210  | - | - | - | - | - | - | - |

## Lieux et monuments
- Église romane Saint-Jacques[20]